# Coupe Davis 1932
La Coupe Davis 1932 est remportée par la France qui, grâce à sa victoire finale face aux États-Unis, parvient à remporter le sixième saladier d'argent consécutif.

## Finale
Équipe de France : Jean Borotra, Christian Boussus, Jacques Brugnon, Henri Cochet, Capitaine : Pierre Gillou
Équipe des États-Unis : Wilmer L. Allison, Frank Shields, John Van Ryn, Ellsworth Vines
| | France | 3                                | - | 2  | États-Unis |   |   |
| --- | ------ | -------------------------------- | - | -- | ---------- | - | - |
| Stade Roland-Garros, Paris |        |                                  |   |    |            |   |   |
| du 29 juillet au 31 juillet 1932 |        |                                  |   |    |            |   |   |
| \| 1 \| \| Jean Borotra \| 6 \| 6 \| 3 \| 6 \| \| \| 1 \| \| Ellsworth Vines \| 4 \| 2 \| 6 \| 4 \| \| \| 2 \| \| Henri Cochet \| 5 \| 7 \| 7 \| 6 \| \| \| 2 \| \| Wilmer L. Allison \| 7 \| 5 \| 5 \| 2 \| \| \| 3 \| \| Jacques Brugnon - Henri Cochet \| 3 \| 13 \| 5 \| 6 \| 4 \| \| 3 \| \| Wilmer L. Allison - John Van Ryn \| 6 \| 11 \| 7 \| 4 \| 6 \| \| \| \| \| \| \| \| \| \| \| 4 \| \| Jean Borotra \| 1 \| 3 \| 6 \| 6 \| 7 \| \| 4 \| \| Wilmer L. Allison \| 6 \| 6 \| 4 \| 2 \| 5 \| \| \| \| \| \| \| \| \| \| \| 5 \| \| Henri Cochet \| 6 \| 6 \| 5 \| 6 \| 2 \| \| 5 \| \| Ellsworth Vines \| 4 \| 0 \| 7 \| 8 \| 6 \| \| \| \| \| \| \| \| \| \| |        |                                  |   |    |            |   |   |
| 1 |        | Jean Borotra                     | 6 | 6  | 3          | 6 |   |
| 1 |        | Ellsworth Vines                  | 4 | 2  | 6          | 4 |   |
| 2 |        | Henri Cochet                     | 5 | 7  | 7          | 6 |   |
| 2 |        | Wilmer L. Allison                | 7 | 5  | 5          | 2 |   |
| 3 |        | Jacques Brugnon - Henri Cochet   | 3 | 13 | 5          | 6 | 4 |
| 3 |        | Wilmer L. Allison - John Van Ryn | 6 | 11 | 7          | 4 | 6 |
| |        |                                  |   |    |            |   |   |
| 4 |        | Jean Borotra                     | 1 | 3  | 6          | 6 | 7 |
| 4 |        | Wilmer L. Allison                | 6 | 6  | 4          | 2 | 5 |
| |        |                                  |   |    |            |   |   |
| 5 |        | Henri Cochet                     | 6 | 6  | 5          | 6 | 2 |
| 5 |        | Ellsworth Vines                  | 4 | 0  | 7          | 8 | 6 |
| |        |                                  |   |    |            |   |   |